# لوئیس ریمند (تنیس‌باز)
لوئیس بوسمن ریمند (انگلیسی: Louis Raymond؛ زاده ۲۸ ژوئن ۱۸۹۵ درگذشته ۳۰ ژانویهٔ ۱۹۶۲) تنیس‌باز اهل آفریقای جنوبی بود.